# Tricorynus megalops
Tricorynus megalops är en skalbaggsart som beskrevs av White 1965. Tricorynus megalops ingår i släktet Tricorynus och familjen trägnagare. Inga underarter finns listade i Catalogue of Life.